# Au revoir monsieur Grock
Pour plus de détails, voir Fiche technique et Distribution.
Au revoir monsieur Grock est un film franco-allemand de Pierre Billon sorti en 1950.

## Synopsis
La vie d'Adrien Wettach, célèbre dans les annales du cirque sous le nom de Grock, clown suisse mondialement connu. Une suite d'images d'Épinal, retraçant la carrière d'un artiste européen, s'inscrivant dans le cadre de l'histoire mondiale. Beaucoup d'enfants, des guerres, une comtesse russe excentrique, la comtesse Barinoff, qui vieillit en admirant le clown, et une très longue chicane à propos d'un mur mitoyen, servent à mettre en valeur le numéro final de la vedette.

## Fiche technique
- Titre alternatif : Merci, Monsieur Grock
- Réalisation : Pierre Billon
- Scénario : Nino Constantini, Bluette Christin-Falaize
- Adaptation : Pierre Billon, Nino Constantini, Bluette Christin-Falaize
- Dialogues : Nino Constantini, Bluette Christin-Falaize
- Décors : Serge Pimenoff
- Photographie : Nicolas Toporkoff
- Photographe de plateau : Émile Savitry
- Son : Robert Jean-Philippe
- Mixeur : René Sarazin
- Musique : Henri Sauguet et Grock
- Montage : Maurice Serein, assisté de Madeleine Girardin
- Production : Le Trident (France)
- Directeur de production : François Carron
- Pays :  France,  Allemagne de l'Ouest
- Format : Noir et blanc - 1,37:1 - 35 mm - Son mono
- Genre : Comédie dramatique
- Durée : 107 minutes
- Première présentation :
  - France - 19 janvier 1950

## Distribution
- Grock : Adrien Wettach, alias Grock
- Suzy Prim : La comtesse Barinoff
- Héléna Manson : Pauline, la tante d'Adrien
- Alfonso Bovino : L'enfant Italien
- Charles Lemontier : Mr Durand
- Maurice Regamey : Bourquaint
- Nadine Rousseau : Mme Wettach
- Monique Marqueret : Adélaïde
- Made Siamé : Une serveuse
- Ted Rémy : Adrien, jeune homme
- Paul Œttly : Wittzec
- Louis Mais : Le partner
- Georges Chamarat : Le père Wettach
- Marcel Perès : Fracassa
- Adrien Ospéri : Adrien, enfant
- Philippe Grüss : Roberto
- Arsenio Freygnac : Serge
- Alexandre Mihalesco : Auguste
- Jo Dest : L'Allemand
- Nicolas Amato : Un valet de cirque
- Jean-Pierre Domange : Jeannot
- Roger Vincent : Un admirateur
- Albert Malbert : Un paysan
- Louis de Funès : Un spectateur
- Marfa Dhervilly : Une spectatrice
- Eliane Salmon
- Evelyne Salmon
- Yvonne Dany
- Peter Graham
- Axel Scholtz : Kurt Heller
- Gil Delamare
- Marcel Rouze
- Émile Coryn : un clown
- Robert Blome
- Christian Martaguet
- Guy Latour
- Henry Cassidy
- Jacques Marcerou
- Frédéric Moriss
- Raymond Vernière

## Autour du film
« Dans Au revoir monsieur Grock, [...], Louis de Funès n'est qu'un spectateur parmi le millier d'autres spectateurs au cachet de 900 francs par jour [...] sans rien faire sur le plateau. »